# Instituto de Historia Argentina y Americana "Dr. Emilio Ravignani"
El Instituto de Historia Argentina y Americana "Dr. Emilio Ravignani", de la Universidad de Buenos Aires, con sede en la Facultad de Filosofía y Letras, es un instituto argentino dedicado a la investigación en el campo de la historia argentina y americana.

## Historia

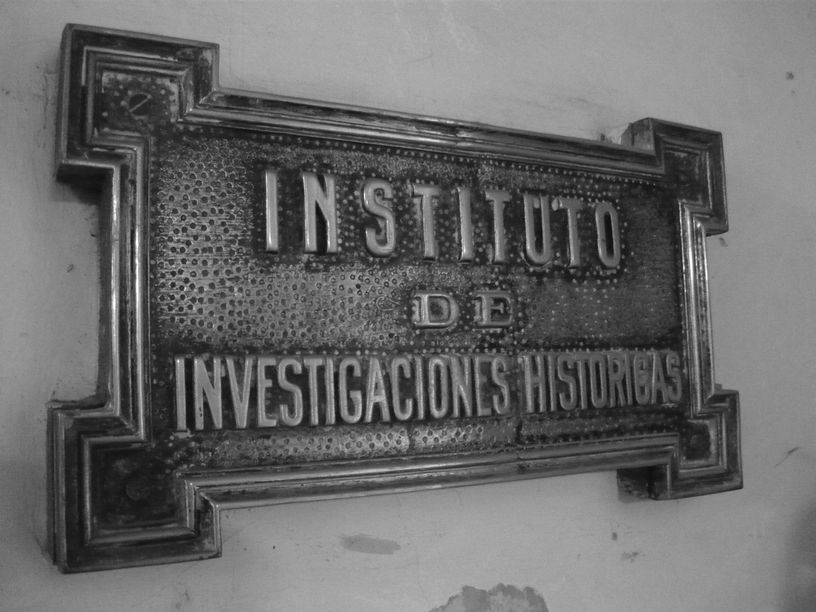
El "Instituto de Investigaciones Históricas", antecedente del Instituto actual

El Instituto de Historia Argentina y Americana “Dr. Emilio Ravignani” proviene del desmembramiento del Instituto de Investigaciones Históricas de la Facultad de Filosofía y Letras de la Universidad de Buenos Aires, a mediados del siglo XX. 
Aquel instituto original era la prolongación de la Sección de Investigaciones Históricas de la Facultad, creada por resolución de su Consejo Directivo en junio de 1905 y cuyas actividades se iniciaron en marzo de 1906. En octubre de 1912 la Sección fue reformulada, dándose una organización permanente a su oficina de publicaciones. Luis María Torres fue designado director y Emilio Ravignani, encargado de investigaciones. En 1914 se incorporaron como adscriptos honorarios Rómulo Carbia y Diego Luis Molinari y, en 1915, Carlos Correa Luna. Por la renuncia de Luis María Torres, llamado a ocuparse como director del Museo de Ciencias Naturales de la Plata, fue designado Ravignani como reemplazante, el 5 de agosto de 1920, a propuesta del decano Alejandro Korn. 
En diciembre de 1921, las autoridades de la Facultad transformaron la Sección en el Instituto de Investigaciones Históricas. Ravignani continuó desempeñándose en el cargo de director del nuevo Instituto hasta fines del año 1946. Desde esta fecha hasta el derrocamiento del segundo gobierno de Juan Domingo Perón, la dirección fue ejercida por Diego Luis Molinari, quien tras la dictadura de Pedro Eugenio Aramburu debió exiliarse. En 1955, lo sucedió Ricardo Caillet Bois, quien permaneció en este puesto hasta 1973. Como homenaje a quien animara la institución por largas décadas, el Instituto adoptó el nombre de Emilio Ravignani, fallecido el 8 de marzo de 1954.

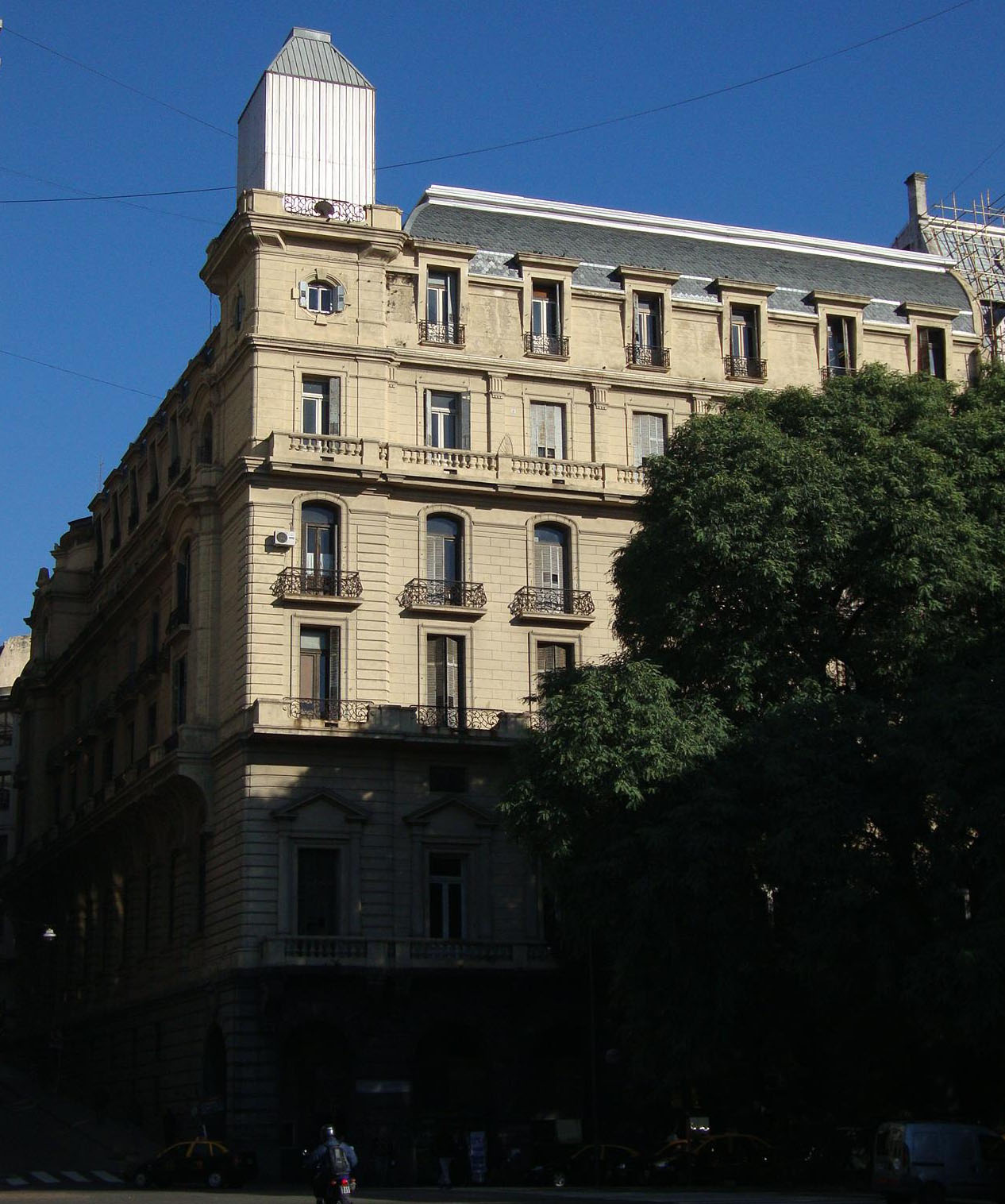
Vista de la sede de los Institutos de Investigación de la Facultad de Filosofía y Letras, entre ellos el Instituto Ravignani.

En 1973 y 1974, se sucedieron en la dirección del Instituto: Rodolfo Ortega Peña, Eduardo Luis Duhalde y, luego, la codirección de Hebe M. García y Ana Lía Payró. En septiembre de 1974, al intervenirse la Universidad de Buenos Aires, fueron reemplazadas por Jorge Ocón primero y Federico Ibarguren después. Con posterioridad al golpe de Estado de marzo de 1976, Ricardo Caillet Bois retornó a la dirección, que ocupó hasta su muerte en 1977, siendo sucedido por Daisy Rípodas Ardanaz. Al finalizar la dictadura militar y normalizarse la vida universitaria, en 1984 fue designado director Eduardo Saguier y en 1986, José Carlos Chiaramonte. El Prof. Chiaramonte se desempeñó en aquel cargo hasta noviembre de 2012, cuando asumió el nuevo director concursado Dr. Jorge D. Gelman.
En el año 2007, el Instituto de Historia Argentina y Americana “Dr. Emilio Ravignani” fue declarado Instituto de la Universidad de Buenos Aires, con sede en la Facultad de Filosofía y Letras.
En noviembre de 2011, el Instituto se convierte en una Unidad Ejecutora de doble dependencia UBA-CONICET, creación ajustada al Convenio Marco firmado en agosto del 2005 entre la Universidad de Buenos Aires y el Consejo Nacional de Investigaciones Científicas y Técnicas (Argentina).

## Investigación
El Instituto reúne a investigadores en su mayoría dedicados también a la docencia en la carrera de Historia de la Facultad de Filosofía y Letras de la Universidad de Buenos Aires, y de otras universidades del país. La planta de investigadores reconoce procedencias tanto de la Universidad de Buenos Aires como del Consejo Nacional de Investigaciones Científicas y Técnicas (CONICET). 
La labor de investigación se desarrolla en el seno de Programas de Investigación y de Grupos de trabajo, los que están apoyados por los servicios de información bibliográfica y documental. Los Programas y Grupos de Trabajo organizan diversos eventos para discutir textos en vías de elaboración de sus miembros, así como de investigadores invitados, tanto del ámbito nacional como del exterior. 
Las actividades del Instituto abarcan las siguientes temáticas:
- Historia argentina del siglo XIX
- Historia económica y social americana
- Estudios rurales argentinos y americanos
- Historia colonial de América Latina
- Historiografía argentina
- Historia del pensamiento y de la cultura argentina
- Historia de la Iglesia, la religión y la sociedad en la Argentina
- Historia afrolatinoamericana

## Revista del Instituto

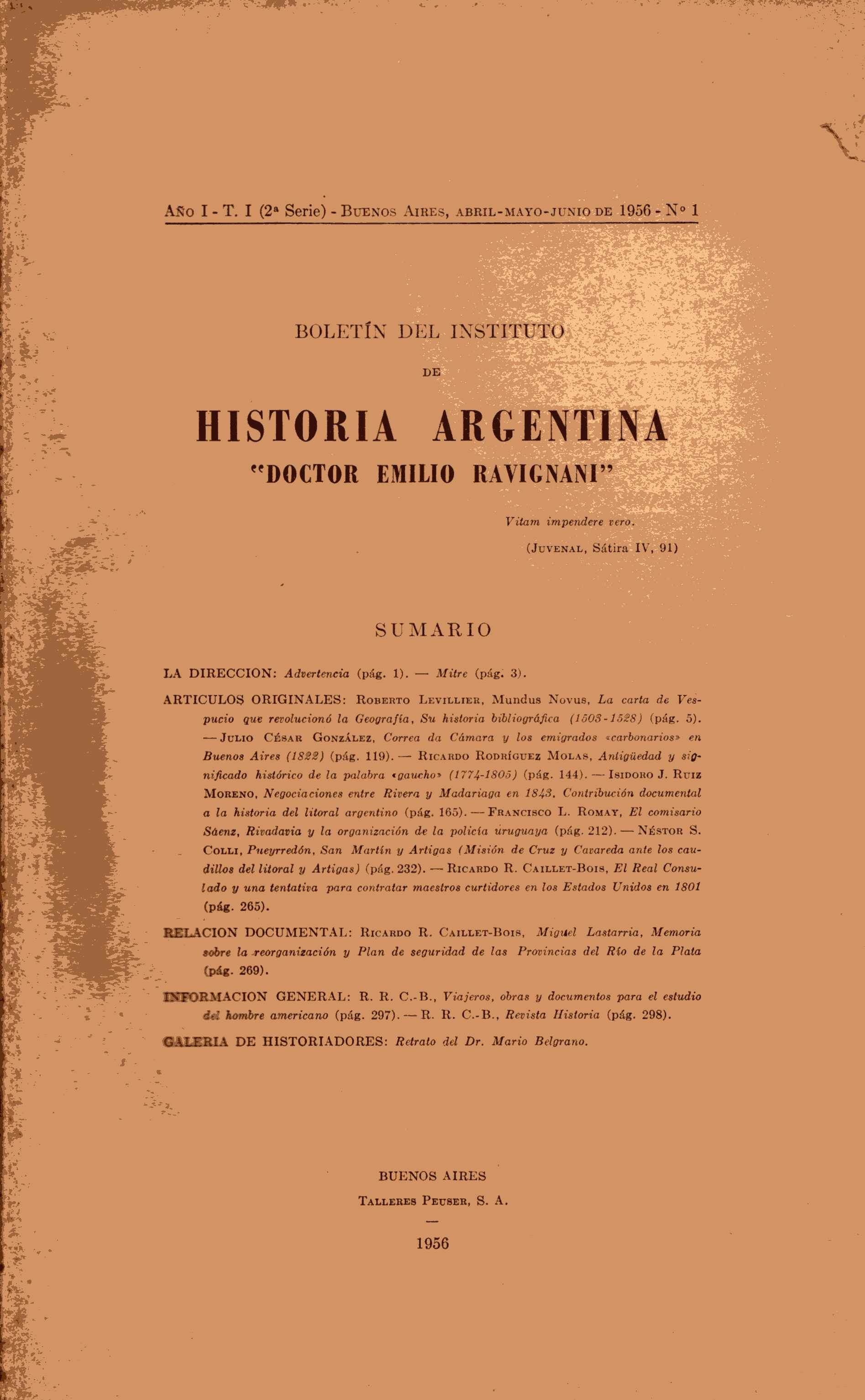
Portada del Boletín..., 2ª serie, Vol. I, nº 1, 1956

La publicación periódica del Instituto, el Boletín del Instituto de Historia Argentina y Americana “Dr. Emilio Ravignani”, apareció en 1922 bajo el nombre de Boletín del Instituto de Investigaciones Históricas. 
En 1956, luego de nueve años sin publicarse, se reinició como Segunda Serie. 
La Tercera Serie apareció en 1989 y continúa hasta la actualidad. 
La revista –que se edita semestralmente– tiene como objetivo reflejar en sus páginas los resultados de la labor de investigación en historia de Argentina y América Latina. 
Un comité editor integrado por historiadores de la Universidad de Buenos Aires selecciona, con el apoyo de un sistema de arbitraje, los artículos a publicar, junto a notas referidas a debates, congresos realizados y reseñas de publicaciones recientes.
La colección completa de la Tercera Serie del Boletín se encuentra actualmente en línea.

## Biblioteca
La Biblioteca del Instituto, especializada en historia argentina e iberoamericana, posee alrededor de 65.000 ejemplares y es una de las más importantes en su tipo en la República Argentina. 
La colección de la biblioteca se remonta a los orígenes del Instituto del cual forma parte. Una de sus fuentes primeras han sido las propias publicaciones del Instituto, dado que uno de los propósitos de su creación era reunir documentos para futuros estudios históricos nacionales, objetivo para el cual comenzó una colección de fuentes éditas. A las series documentales se agregaron otras importantes publicaciones, entre las que se destaca Asambleas constituyentes argentinas, editada entre 1937 y 1939.
La conexión e intercambio con personas e instituciones similares del país y del extranjero condujo a un incremento del acervo bibliográfico y documental por donaciones y canje, entre lo que sobresalen las revistas especializadas. Varios historiadores de renombre realizaron parte de sus investigaciones y elaboraron sus tesis doctorales en el ámbito del Instituto.
En la década de 1940 ya existía un fondo bibliográfico considerable, el cual fue enriquecido con la incorporación de la biblioteca personal del Dr. Ravignani, luego de su fallecimiento. Con posterioridad, se recibieron importantes donaciones, tanto de instituciones nacionales e internacionales como de bibliotecas particulares. Además de la colección en soporte papel, la biblioteca se ha enriquecido con recursos electrónicos locales y remotos; por ejemplo las bases de datos externas, bibliográficas y textuales, de acceso libre y las que la Universidad suscribe, así como los títulos de publicaciones periódicas disponibles en texto completo.

## Archivo histórico
El Archivo Histórico cuenta con un importante fondo de gran valor histórico sobre historia colonial e historia argentina y americana de los siglos XIX y XX, compuesto por manuscritos, libros antiguos, impresos de época, copias de documentos, fotografías y microfilmes.
Entre los manuscritos y libros de ediciones antiguas se pueden mencionar parte de la "Testamentaría de Martín de Alzaga” (1848), el “Manifiesto del Congreso de las Provincias Unidas de Sud-América” (1816) y los “Discursos pronunciados el día de la apertura del Salón Literario” (1837). Los documentos originales y fotografías incluyen las donaciones de la Profesora Sofía Kantor: Archivo Gerchunoff y Archivo Kantor; del Señor Arturo Mallmann: Archivo Franz Mallmann, y de la Familia Teubal: Archivo Teubal.
También se resguardan el Archivo del Instituto y el Archivo personal de Emilio Ravignani.
El Programa de Historia Económica y Social Americana (PEHESA) del Instituto, es depositario del archivo del grupo empresarial Fabril Financiera constituido en 1888, y de los papeles, manuscritos y ficheros del historiador Leandro Gutiérrez, miembro del grupo fundador de ese programa y coordinador del mismo entre los años 1984 y 1992.
El Instituto conserva asimismo valiosos fondos documentales microfilmados: la colección Diarios Argentinos de fines del siglo XIX y principios del XX, donación de la Biblioteca del Congreso de la Nación; la colección Prensa obrera argentina, 1915-1944, donación del Prof. Waldo Ansaldi; la colección Pedro de Angelis, obtenida gracias a las gestiones del Prof. Ricardo Rodríguez Molas -cuyos originales se encuentran en la Biblioteca Nacional de Río de Janeiro-; los Archivos del Brigadier General Juan Facundo Quiroga y del Dr. Rufino de Elizalde, cuya microfilmación fue posible a partir de convenios realizados con la Biblioteca del Congreso de la Nación; y el Archivo de Amado Bonpland, gracias a una donación de la Fundación Antorchas.
Continuando con su larga tradición en la detección, relevamiento y publicación  de documentación de valor histórico y cultural, el Instituto creó el proyecto Patrimonio Histórico. Esta iniciativa tiene por objetivo la reproducción, preservación y puesta en consulta en formato digital de fondos y colecciones documentales de interés para la investigación en el área de la historia argentina y americana.